# Pic Sans Nom
Le pic Sans Nom est un sommet du massif des Écrins qui culmine à 3 913 mètres dans le département des Hautes-Alpes.

## Toponymie
Dans les années 1860-1870, les premiers alpinistes le confondent avec l’Ailefroide, puis le nomment « crête du Grand Pelvoux » (Francis Fox Tuckett) ou « pinacles du Mont-Pelvoux » (Robert Cradock Nichols). Whymper est le premier à parler de « montagne Sans Nom » puis de « pic Sans Nom ».
Le Club alpin français décide alors de le baptiser et propose « pic Salvador-Guillemin » (du nom des premiers français au sommet), ce qui n’est pas du goût des Anglais. C'est Coolidge qui tranche en faveur de « pic Sans Nom ». Une aiguille Sans Nom se trouve également à proximité.

## Géographie
Le pic Sans Nom est situé au milieu de l'alignement Pelvoux - pic Sans Nom - Ailefroide, qui constitue une des plus remarquables « trilogies » du massif des Écrins.

## Histoire
Plusieurs éboulements massifs ont touché le pic Sans nom : celui de 1860 lui fait perdre 15 mètres d'altitude, et le tremblement de terre de Chamonix, en 1905, provoque d'autres éboulements qui le rabaissent encore de 9 mètres.

## Alpinisme
- 1877 - Première ascension par J.-B. Colgrove et Richard Pendlebury (en) avec Gabriel et Josef Spectenhauser, le 10 juillet
- 1879 - Seconde ascension par André Salvador de Quatrefages et Paul Guillemin
- 1936 - Arête nord par Raymond Leininger avec Jean Vernet, Georges Vernet et Jean-Antoine Morin
- 1976 - Première hivernale en solitaire du pic Sans Nom, en face nord (voie Russenberger), par Pierre Béghin
- 1976 - Ouverture de la goulotte Raie des fesses en face nord par Jean-Marc Boivin, François Diaferia et Gérard Vionnet-Fuasset.
- 2015 - Ouverture de Le Prestige des Écrins dans la face nord par Benjamin Brochard, Fred Degoulet et Jonathan Joly.

La voie normale, délicate et désagréable[pourquoi ?], est peu parcourue et essentiellement utilisée comme voie de descente d'itinéraires plus difficiles.